# رافع بن لیث
رافع بن لیث از نوادگان نصر بن سیار، آخرین والی معروف خراسان در عهد اموی بود که مثل پدر خویش لیث بن نصر، به دستگاه عباسیان پیوسته بود.

## اهمیت رافع بن لیث
یکی از مهم‌ترین قیام‌های خراسان علیه خلافت عباسی، قیام رافع بن لیث است. این قیام در اواخر خلافت هارون الرشید، در سال ۱۹۱ق در ماوراءالنهر رخ داد و آخرین قیامی است که در قرن دوم خلافت عباسی را به چالش کشید.

## زمینه‌های قیام
در سال ۱۷۶ق/۷۹۲م هارون الرشید ولایت جبال، طبرستان، دماوند و ارمنستان را به فضل بن یحیی برمکی داد. فضل در سال ۱۷۸ق/۷۹۴م والی خراسان شد. ایام فرمانروایی او بر این ولایت را به نیکی یاد کرده‌اند. در سال ۱۸۰. ق/۷۹۶. م برادرش جعفر بن یحیی جانشین او در این مقام شد. در یکی از شب‌های ماه صفر سال ۱۸۶ق/۸۰۳م جعفر به فرمان خلیفه به قتل رسید و دیگر برمکیان دستگیر شدند. علی بن عیسی بن ماهان، والی خراسان که به جای جعفر به این منصب گماشته شده بود، خلیفه را از محبتی که خراسانیان به خاندان برمکیان می‌ورزیدند، بدگمان ساخت. علی بن عیسی بن ماهان با مردم خراسان با ظلم و ستم رفتار می‌کرد و همچنین سقوط برمکیان باعث بیزاری خراسانیان از او شد. بغداد نیز در پاسخگویی به اعتراض‌های مردم خراسان بی اعتنا بود.

## قیام رافع بن لیث
حکومت ظالمانهٔ علی بن عیسی بن ماهان در خراسان، سقوط برمکیان و بی‌توجهی دولت بغداد به مردم خراسان زمینه‌ساز قیام رافع بن لیث در خراسان علیه عباسیان شد. شورش خراسانیان در سال ۱۹۱. ق/۸۰۷. م به هارون الرشید ثابت کرد که حکومت ظالمانهٔ علی بن عیسی و نیز احتمالاً سقوط برمکیان تا چه اندازه اهل خراسان را از عباسیان بیزار کرده‌است. انگیزه شورشیان نه تنها از سوی عامه مردم خراسان حمایت می‌شد، بلکه در ماوراءالنهر نیز امیران شاش و ترکان اوغوز به پشتیبانی از آن برخاسته بودند. بسیاری از مردم خراسان و ماوراءالنهر به علت نفرت از سیاست‌های عباسیان از او پیروی کردند. مردم نسف به او نامه نوشتند، که کسی را به سوی ایشان بفرستد تا آنان را در برابر استاندار عباسی یاری کند. هارن الرشید هرثمة بن اعین را به ولایت خراسان گماشت و به دستگیری علی بن عیسی فرمان داد. در سال ۱۹۲. ق/۸۰۸. م، خلیفه از ادامهٔ بی‌نظمی‌ها در سراسر ولایات شرقی سخت هراسان شد و با آنکه در بستر بیماری افتاده بود، آهنگ سفر به مشرق کرد.

## سرانجام قیام
هارون الرشید در ۱۳جمادی‌الثانی ۱۹۳. ق/۲۴ مارس ۸۰۹. م، در توس درگذشت. وی مقام خلافت و بیشتر ولایات غربی آن را به پسر جوانترش محمد امین و تمام ولایت مشرق از مرز غربی همدان به شرق را به پسر بزرگترش مأمون داد. اهل خراسان مأمون را به منزلهٔ یک خراسانی پذیرفتند و چون مادر مأمون ایرانی بود، وی را «خواهرزاده ما» می‌خواندند. مأمون با خراسانیان به نیکی رفتار می‌کرد. شورش رافع بن لیث که به واسطهٔ بی‌اعتنایی دولت بغداد در پاسخگویی به اعتراض‌های مردم خراسان از حکومت متجاوز آن ولایت برپا شده بود، در این هنگام دیگر قدرت خود را از دست داده بود؛ از این رو رافع خود را به مأمون سپرد و او نیز از گناهانش در گذشت.